# Yunji, Chongqing
Yunji (kinesiska: 云集) är en köping i sydvästra Kina. Den ligger i stadsdistriktet Changshou i storstadsområdet Chongqing, omkring 78 kilometer nordost om det centrala stadsdistriktet Yuzhong. Antalet invånare är 27564. Befolkningen består av 13 321 kvinnor och 14 243 män. Barn under 15 år utgör 16,0 %, vuxna 15-64 år 68 %, och äldre över 65 år 14,0 %. Yunji ligger vid sjön Changshou Hu.